# Joaquín Arozamena Postigo
Joaquín Arozamena Postigo (Mataporquera, 1906-Buenos Aires, 1947) fue un aviador español.

## Biografía
De joven entró a trabajar en La Naval de Reinosa. Fue reclutado y pasó a la Aviación Militar, haciéndose mecánico en el Aeródromo de Cuatro Vientos en 1925. Participó como mecánico en el raid de la Patrulla Elcano, que llevó la escarapela de la Aviación Militar española a Filipinas. Solicitó licencia y se trasladó a Argentina, siendo contratado como mecánico de la Flota Aérea Mercante Argentina.